# UFC Lightweight Championship
Il titolo dei pesi leggeri era conosciuto in UFC come titolo dei pesi gallo (Bantamweight Title) prima di UFC 31 (4 maggio 2001).

## Lightweight championship (da 66 a 70 kg)
| Nome | Data                               | Luogo                            | Difese |
| --- | ---------------------------------- | -------------------------------- | --- |
| Jens Pulver batté Caol Uno | 23 febbraio 2001 (UFC 30)          | Atlantic City, Stati Uniti       | - batté Dennis Hallman a UFC 33 il 28 settembre - batté B.J. Penn a UFC 35 l'11 gennaio 2002 |
| Pulver fu privato del titolo il 23 marzo 2002 quando lasciò l'UFC a causa di una disputa contrattuale.                                            |                                    |                                  | |
| B.J. Penn e Caol Uno pareggiarono il 28 febbraio 2003 a UFC 41 a Atlantic City, USA nella finale di un torneo a 4 per assegnare il titolo vacante |                                    |                                  | |
| Sean Sherk batté Kenny Florian | 14 ottobre 2006 (UFC 64)           | Las Vegas, Stati Uniti           | - batté Hermes Franca a UFC 73 il 7 luglio 2007 |
| Sherk fu privato del titolo l'8 dicembre 2007 dopo essere risultato positivo a steroidi anabolizzanti a un test antidoping dopo l'incontro        |                                    |                                  | |
| B.J. Penn batté Joe Stevenson | 19 gennaio 2008 (UFC 80)           | Newcastle upon Tyne, Regno Unito | - batté Sean Sherk a UFC 84 il 24 maggio 2008 - batté Kenny Florian a UFC 101 l'8 agosto 2009 - batté Diego Sanchez a UFC 107 il 12 dicembre 2009                                                                                 |
| Frankie Edgar | 10 aprile 2010 (UFC 112)           | Abu Dhabi, Emirati Arabi Uniti   | - batté B.J. Penn a UFC 118 il 28 agosto 2010 - pareggiò con Gray Maynard a UFC 125 il 1º gennaio 2011 - batté Gray Maynard a UFC 136 l'8 ottobre 2011                                                                            |
| Ben Henderson | 26 febbraio 2012 (UFC 144)         | Saitama, Giappone                | - batté Frankie Edgar a UFC 150 l'11 agosto 2012 - batté Nate Diaz a UFC on Fox: Henderson vs. Diaz l'8 dicembre 2012 - batté Gilbert Melendez a UFC on Fox: Henderson vs. Melendez il 20 aprile 2013                             |
| Anthony Pettis | 31 agosto 2013 (UFC 164)           | Milwaukee, Stati Uniti           | - batté Gilbert Melendez a UFC 181 il 6 dicembre 2014 |
| Rafael dos Anjos | 14 marzo 2015 (UFC 185)            | Dallas, Stati Uniti              | - batté Donald Cerrone a UFC on Fox 17 il 19 dicembre 2015 |
| Eddie Alvarez | 7 luglio 2016 (UFC Fight Night 90) | Las Vegas, Stati Uniti           | |
| Conor McGregor | 13 Novembre 2016 (UFC 205)         | New York, Stati Uniti            | |
| Tony Ferguson batté Kevin Lee per il titolo ad interim                                                                                            | 7 Ottobre 2017 (UFC 216)           | Las Vegas, Stati Uniti           | |
| McGregor e Ferguson furono privati dei titoli il 7 Aprile 2018 rispettivamente per inattività e per infortunio.                                   |                                    |                                  | |
| Khabib Nurmagomedov batté Al Iaquinta | 7 Aprile 2018 (UFC 223)            | Brooklyn, Stati Uniti            | - batté Conor McGregor a UFC 229 il 6 ottobre 2018 - batté il campione ad interim Dustin Poirier a UFC 242 il 7 settembre 2019 - batté il campione ad interim Justin Gaethje a UFC 254 il 24 ottobre 2020                         |
| Dustin Poirier batté Max Holloway per il titolo ad interim                                                                                        | 13 Aprile 2019 (UFC 236)           | Atlanta, Stati Uniti             | |
| Justin Gaethje batté Tony Ferguson per il titolo ad interim                                                                                       | 9 Maggio 2020 (UFC 249)            | Jacksonville, Stati Uniti        | |
| Nurmagomedov annuncia il suo ritiro il 24 Ottobre 2020. Il titolo diventa ufficialmente vacante il 19 Marzo 2021.                                 |                                    |                                  | |
| Charles Oliveira batté Michael Chandler | 15 maggio 2021 (UFC 262)           | Houston, Stati Uniti             | - batté Dustin Poirier a UFC 269 l'11 dicembre 2021 |
| Oliveira fu privato del titolo il 7 Maggio 2022, dopo aver mancato il peso per il suo match per il titolo contro Justin Gaethje ad UFC 274.       |                                    |                                  | |
| Islam Machačev batté Charles Oliveira | 22 ottobre 2022 (UFC 280)          | Abu Dhabi, Emirati Arabi         | - batte Alexander Volkanovski ad UFC 284 il 12 febbraio 2023 - batte Alexander Volkanovski ad UFC 294 il 21 ottobre 2023 - batte Dustin Poirier ad UFC 302 il 1º giugno 2024 - batte Renato Moicano ad UFC 311 il 18 gennaio 2025 |
| Machačev rese il titolo vacante il 28 giugno 2025 per salire di categoria nei pesi welter.                                                        |                                    |                                  | |
| Ilia Topuria batté Charles Oliveira | 28 giugno 2025 (UFC 317)           | Las Vegas, Stati Uniti           | |